# ペトカウ効果
ペトカウ効果（ペトカウこうか、英語: Petkau effect）は、「液体の中に置かれた細胞は、高線量放射線による頻回の反復照射よりも、低線量放射線を長時間、照射することによって容易に細胞膜を破壊することができる」という現象である。「長時間の低線量放射線被曝の方が短時間の高線量放射線被曝に比べ、はるかに生体組織を破壊する」等とも表現され、また、文脈によりペトカウ理論、ペトカウ実験等と用いられることもある。

## 概要
カナダの医師アブラム・ペトカウが、1972年3月、マニトバ州にあるカナダ原子力公社ホワイトシェル研究所で牛の脳細胞を用いた実験のミスから偶然に発見し、Health Physics（『保健物理』）誌に発表した。
ペトカウは牛の脳から抽出したリン脂質でつくった細胞膜モデル（人工膜）に放射線を照射して、どのくらいの線量で膜を破壊できるかの実験をし、エックス線の大装置から毎分15.6シーベルトの放射線を58時間、全量35シーベルトを照射してこの膜を破壊することができた。
ところが実験を繰り返すうち、誤って放射性をもつナトリウム22（22Na）が少量混じった水の中に試料を落としてしまったところ、人工膜は毎分0.00001シーベルトの放射線を受け、全量0.007シーベルトを12分間被曝して破壊された。彼は何度も同じ実験を繰り返してその都度、同じ結果を得た。そして、照射時間を長く延ばせば延ばすほど、細胞膜破壊に必要な放射線量が少なくて済むことを確かめた。
こうして「長時間、低線量放射線を照射する方が、高線量放射線を瞬間照射するよりたやすく細胞膜を破壊する」ことが、確かな根拠を持って証明された。ペトカウ効果の発見は、合計被曝線量あるいは線量率とその被曝結果は直線的な関係となる（線形効果、線形閾値なし理論）だろうという、それまでの被曝をめぐる考え方を180度転換させるものであった。
ただし、Health Physics（『保健物理』）誌に発表したとされる論文は、生物の代謝機能を考慮していない、あくまでも実験標本でのデータであること、数値を見れば分かるように、「毎分0.00001シーベルト」は「毎時0.0006シーベルト＝600μSv/h」の、それなりの線量であること、などから、チェルノブイリ・福島第一原発事故においては、現場労働者以外の「低線量内部被曝」の研究適応例としては不適切である。
低線量放射線の生体への影響の機序は以下のように考えられている。---体内で放射されるアルファ線、ベータ線などの低線量放射線は体液中に浮遊する酸素分子に衝突して、活性酸素に変化させる。電気を帯びて有害になっている活性酸素は、電気的エネルギーにより細胞膜を破壊し、大きな穴を開ける。その穴から放射性をもつ分子が細胞内に入り込み、細胞内で行われている新陳代謝を混乱させ、細胞核の中にある遺伝子に傷をつける。遺伝子を傷つけられた細胞が死ねば何事も起こらないが、生き延びて細胞分裂を遂げると、遺伝子の同じ箇所に同じ傷を持つ細胞が新しく生まれる。細胞分裂が繰り返されていく中、受け継がれた遺伝子の傷のために何かの機会に突然変異が起こり、癌や血液疾患が生じうる。遺伝子を損傷した細胞が生殖細胞であれば何代目かの子孫に異常が発現しうる。

## ラルフ・グロイブによる紹介
スイスの科学者ラルフ・グロイブ（Ralph Graeub , 1921-2008）は、1985年ドイツ語で Der Petkau-Effekt und unsere strahlende Zukunft （『ペトカウ効果と我らの晴れやかなる未来』）を著し、この理論を詳細に紹介すると共に、原子爆弾・核実験・原子力発電所がもたらす様々な放射線被害や政府当局による放射線防護基準の欠陥について記した。同書は1994年、アーネスト・スターングラスの序文が付された英訳版が出版され、2011年には日本語訳が刊行された。
この本の中でグロイブは、ペトカウ理論について以下のように述べている。
- 活性酸素は放射線によっても生じ、細胞膜の脂質と作用して過酸化脂質を生成し、細胞を損傷する。低線量では活性酸素の密度が低く、再結合する割合が少なく効率よく細胞膜に達し、細胞膜に達すると連鎖反応が起こるため、放射線の影響は低線量で急激に高まる。
- 上記の事象は、活性酸素を消去する作用のある酵素スーパーオキシドディスムターゼ（SOD）を投入すると減少または観察されなくなることから、放射線起因の活性酸素によるメカニズムであることが裏付けられている。
- 個体レベルでは、活性酸素及びその反応によって生じる過酸化脂質などにより、悪性腫瘍・動脈硬化症・心臓病・脳梗塞を含む多くの病気や老化が引き起こされる。
- ペトカウは人工膜のみでなく、幹細胞膜、白血球膜などを含む生体膜を使った実験でも同様の結果を得ている。
- 人体中のSODなどの酵素や食物中のビタミンやミネラル類などの抗酸化物質は、活性酸素に対する防御機能があり、被曝後の影響を低減させる可能性がある。[4]